# Idaea eremica
Idaea eremica là một loài bướm đêm trong họ Geometridae.